# Lasianthus perakensis
Lasianthus perakensis är en måreväxtart som beskrevs av George King och James Sykes Gamble. Lasianthus perakensis ingår i släktet Lasianthus och familjen måreväxter. Inga underarter finns listade i Catalogue of Life.